# Cees Doorakkers
Cees Doorakkers, all'anagrafe Cornelis Martinus Anthinius Maria Doorakkers (Gilze, 2 marzo 1963), è un pilota motociclistico olandese ritiratosi dall'attività agonistica.

## Carriera
Nei Paesi Bassi si laureò campione nazionale sia nella classe 250 (vincendo 2 titoli nel 1984 e nel 1986), sia nella classe 500 (nel 1986). Nel 1988 chiude diciassettesimo nel Campionato Europeo Velocità Classe 250 e ottiene un podio nella Classe 500.
Tra il 1984 e il 1995 ha partecipato al motomondiale senza ricevere supporti dalle case motociclistiche ufficiali: il suo miglior risultato in gara è stato il 7º posto nel Gran Premio motociclistico di Jugoslavia 1990 a Fiume, mentre il suo miglior piazzamento in classifica è stato il 14º posto finale nella classe 500 nella stagione 1991.
Dopo varie vicissitudini sportive ed economiche, al termine del motomondiale 1995 si ritirò da tale campionato. Nel 1996 guidò nella classe 125 dei go kart del campionato olandese, classificandosi al 5º posto. In seguito corse nuovamente a livello motociclistico nelle classi BOTT e Supermono. Tra il 2001 e il 2002 gareggiò come pilota automobilistico nell'Alfa Challenge (nel 2001 con l'Alfa Romeo 156 e nel 2002 con l'Alfa Romeo 147).

## Risultati nel motomondiale
| 1984 | Classe | Moto   |  |  |  |  |  |  |  |    |  |  |  |  |  |  |  | Punti | Pos. |
| ---- | ------ | ------ |  |  |  |  |  |  |  | -- |  |  |  |  |  |  |  | ----- | ---- |
| 1984 | 250    | Yamaha |  |  |  |  |  |  |  | 17 |  |  |  |  |  |  |  | 0     |      |

| 1985 | Classe | Moto  |  |    |    |  |  |  |    |    |    |  |  |  |  |  |  | Punti | Pos. |
| ---- | ------ | ----- |  | -- | -- |  |  |  | -- | -- | -- |  |  |  |  |  |  | ----- | ---- |
| 1985 | 250    | Honda |  | NQ | 28 |  |  |  | NQ | NQ | NQ |  |  |  |  |  |  | 0     |      |

| 1986 | Classe | Moto  |  |  |    |  |  |    |    |  |    |  |  |  |  |  |  | Punti | Pos. |
| ---- | ------ | ----- |  |  | -- |  |  | -- | -- |  | -- |  |  |  |  |  |  | ----- | ---- |
| 1986 | 250    | Honda |  |  | NQ |  |  | 17 | 19 |  | NQ |  |  |  |  |  |  | 0     |      |

| 1987 | Classe | Moto  |  |  |  |  |  |  |    |  |    |    |  |  |  |  |  | Punti | Pos. |
| ---- | ------ | ----- |  |  |  |  |  |  | -- |  | -- | -- |  |  |  |  |  | ----- | ---- |
| 1987 | 250    | Honda |  |  |  |  |  |  | 22 |  | NQ | NQ |  |  |  |  |  | 0     |      |

| 1988 | Classe | Moto  |  |  |  |  |  |  |  |     |    |  |  |  |  |  |  | Punti | Pos. |
| ---- | ------ | ----- |  |  |  |  |  |  |  | --- | -- |  |  |  |  |  |  | ----- | ---- |
| 1988 | 500    | Honda |  |  |  |  |  |  |  | Rit | 15 |  |  |  |  |  |  | 1     | 37º  |

| 1989 | Classe | Moto  |  |  |  |  |  |  |  |  |    |    |    |     |  |     |  | Punti | Pos. |
| ---- | ------ | ----- |  |  |  |  |  |  |  |  | -- | -- | -- | --- |  | --- |  | ----- | ---- |
| 1989 | 500    | Honda |  |  |  |  |  |  |  |  | 15 | 13 | 25 | Rit |  | Rit |  | 2,5   | 43º  |

| 1990 | Classe | Moto  |  |  |    |    |    |    |   |    |    |    |    |    |    |    |    | Punti | Pos. |
| ---- | ------ | ----- |  |  | -- | -- | -- | -- | - | -- | -- | -- | -- | -- | -- | -- | -- | ----- | ---- |
| 1990 | 500    | Honda |  |  | 13 | 14 | 10 | 14 | 7 | 13 | 15 | 12 | 15 | 12 | 16 | 16 | 12 | 39    | 16º  |

| 1991 | Classe | Moto  |    |    |    |    |    |    |    |    |    |    |    |    |    |     |    | Punti | Pos. |
| ---- | ------ | ----- | -- | -- | -- | -- | -- | -- | -- | -- | -- | -- | -- | -- | -- | --- | -- | ----- | ---- |
| 1991 | 500    | Honda | 22 | 14 | 14 | 13 | 12 | 11 | NQ | 13 | 13 | 12 | 14 | 13 | 13 | Rit | 10 | 40    | 14º  |

| 1992 | Classe | Moto          |    |    |    |    |    |     |    |    |    |    |    |    |     |  |  | Punti | Pos. |
| ---- | ------ | ------------- | -- | -- | -- | -- | -- | --- | -- | -- | -- | -- | -- | -- | --- |  |  | ----- | ---- |
| 1992 | 500    | Harris-Yamaha | NQ | 17 | 12 | 17 | 19 | Rit | 19 | 12 | 17 | 13 | 15 | 22 | Rit |  |  | 0     |      |

| 1993 | Classe | Moto          |    |    |    |    |     |    |    |    |     |    |     |     |     |    |  | Punti | Pos. |
| ---- | ------ | ------------- | -- | -- | -- | -- | --- | -- | -- | -- | --- | -- | --- | --- | --- | -- |  | ----- | ---- |
| 1993 | 500    | Harris-Yamaha | 21 | 19 | 23 | 16 | Rit | 20 | 21 | 14 | Rit | 19 | Rit | Rit | Rit | 21 |  | 2     | 37º  |

| 1994 | Classe | Moto          |    |    |     |    |     |    |    |    |     |    |    |    |    |    |  | Punti | Pos. |
| ---- | ------ | ------------- | -- | -- | --- | -- | --- | -- | -- | -- | --- | -- | -- | -- | -- | -- |  | ----- | ---- |
| 1994 | 500    | Harris-Yamaha | 25 | 19 | Rit | 19 | Rit | 18 | 18 | 21 | Rit | 21 | 20 | 20 | 18 | 19 |  | 0     |      |

| 1995 | Classe | Moto          |  |  |  |  |  |  |     |  |  |  |  |  |  |  |  | Punti | Pos. |
| ---- | ------ | ------------- |  |  |  |  |  |  | --- |  |  |  |  |  |  |  |  | ----- | ---- |
| 1995 | 500    | Harris-Yamaha |  |  |  |  |  |  | Rit |  |  |  |  |  |  |  |  | 0     |      |

| 1995 | Classe             | Moto   |    |    |    |    |     |     |    |    |    |    |    |    |    |  |  | Punti | Pos. |
| ---- | ------------------ | ------ | -- | -- | -- | -- | --- | --- | -- | -- | -- | -- | -- | -- | -- |  |  | ----- | ---- |
| 1995 | Thunderbike Trophy | Yamaha | NE | NE | NE | 17 | Rit | Rit | NP | 18 | 16 | 12 | NE | NE | 22 |  |  | 4     | 32º  |

| Legenda | 1º posto        | 2º posto            | 3º posto            | A punti      | Senza punti        | Grassetto – Pole position Corsivo – Giro più veloce |
| Legenda | Gara non valida | Non qual./Non part. | Ritirato/Non class. | Squalificato | '-' Dato non disp. | Grassetto – Pole position Corsivo – Giro più veloce |